# 島根県道317号海士島線
島根県道317号海士島線（しまねけんどう317ごう あまとうせん）は、島根県隠岐郡海士町を通る一般県道である。

## 概要
隠岐諸島島前地域に属する島の一つである中ノ島を1周する。

### 路線データ
- 起点：隠岐郡海士町大字福井
- 終点：隠岐郡海士町大字福井（海士町立福井小学校前）
- 総延長：19.6 km

## 歴史
- 1958年（昭和33年）6月13日 - 島根県告示第525号により認定される。
- 1966年（昭和41年）1月1日 - 海士郡海士村が町制施行して海士郡海士町になったため起終点の地名が変更される。
- 1969年（昭和44年）4月1日 - 隠岐諸島にある海士郡・穏地郡・周吉郡・知夫郡が統合され、隠岐郡が成立したことに伴い起終点の地名表記が変更される（海士郡海士町福井→隠岐郡海士町福井）。
- 1972年（昭和47年）8月1日 - 現行の県道番号に変更される。

## 路線状況

### 重複区間
- 島根県道318号日ノ津崎港線（隠岐郡海士町大字御波 - 隠岐郡海士町大字海士）

### 道路施設

#### トンネル
- 知々井トンネル：延長100 m、1967年（昭和42年）竣工、隠岐郡海士町

## 地理

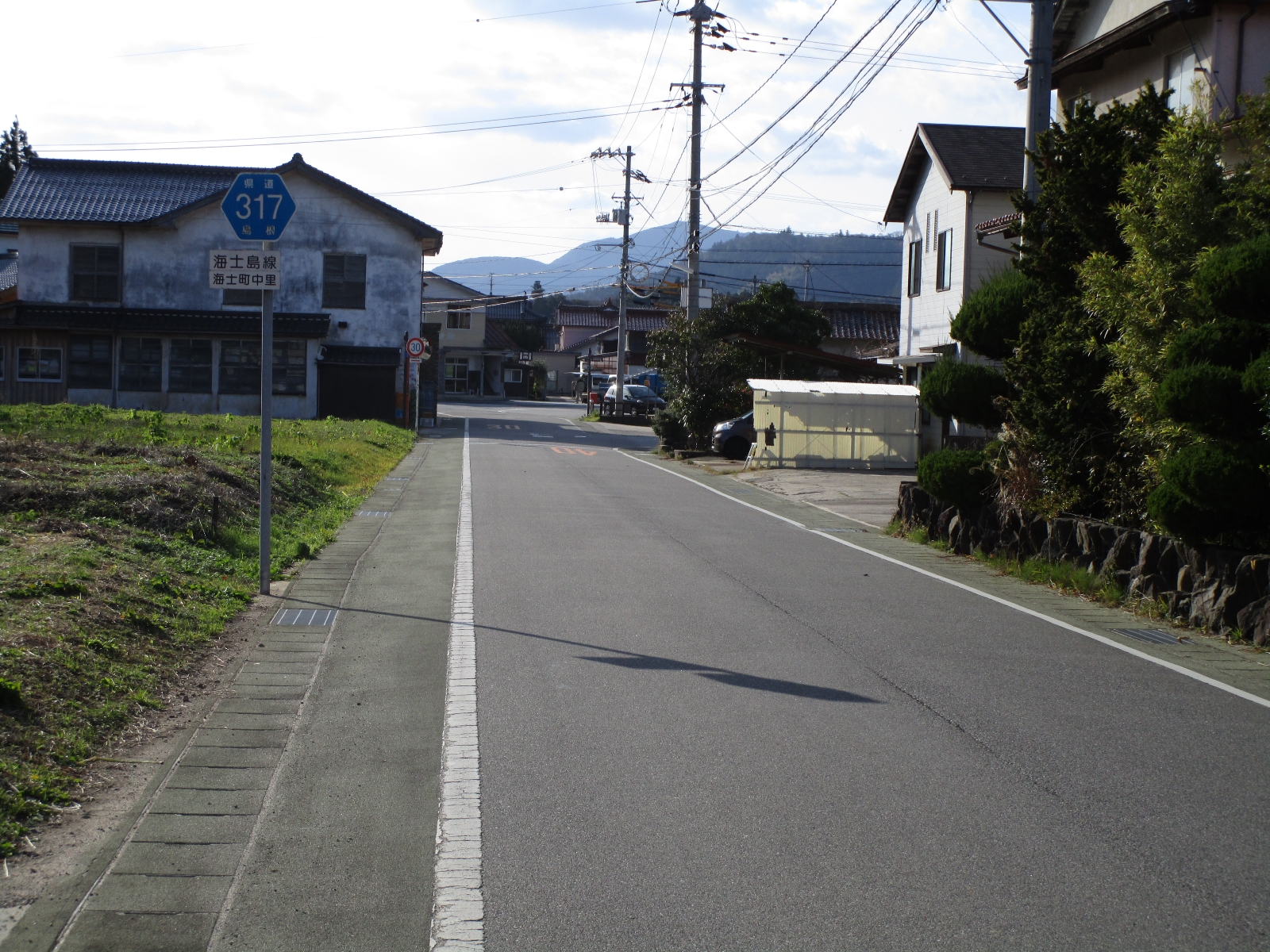
島根県道317号海士島線
隠岐郡海士町大字中里 海士駐在所付近

### 通過する自治体
- 隠岐郡海士町

### 交差する道路
| 交差する道路                           | 交差する場所 | 交差する場所 |
| -------------------------------------- | ------------ | ------------ |
| 島根県道319号西ノ島海士線              | 大字福井     | [ 注釈 1 ]   |
| 島根県道317号海士島線                  | 大字福井     |              |
| 島根県道318号日ノ津崎港線 重複区間起点 | 大字御波     |              |
| 島根県道318号日ノ津崎港線 重複区間終点 | 大字海士     |              |
| 島根県道317号海士島線                  | 大字福井     | 終点         |

### 沿線
- 島根県立隠岐島前高等学校
- 菱浦港
- 海士町立福井小学校
- 海士町役場
- クロキヅタ産地
- 隠岐神社
- 海士町立海士小学校
- 後鳥羽天皇火葬塚
- 風呂屋海水浴場
- 海士町立海士中学校